# Holosiro acaroides
Holosiro acaroides is een hooiwagen uit de familie Sironidae.